# Konduktywność
Konduktywność, przewodność elektryczna właściwa – wielkość fizyczna charakteryzująca przewodnictwo elektryczne materiału.

## Definicja
Konduktywność wiąże gęstość prądu elektrycznego w materiale z natężeniem pola elektrycznego powodującego przepływ tego prądu:
{\displaystyle {\vec {j}}=\sigma {\vec {E}}}
gdzie:
{\displaystyle {\vec {j}}} – gęstość prądu elektrycznego
{\displaystyle {\vec {E}}} – natężenie pola elektrycznego.

### Jednorodne ciało izotropowe
W ciele izotropowym (stałym, ciekłym lub gazowym) przyłożona różnica potencjałów wytwarza jednorodne pole elektryczne – wówczas kierunki prądu elektrycznego, gęstości prądu i pola elektrycznego się pokrywają. Gdy gęstość prądu jest proporcjonalna do natężenia przyłożonego pola, konduktywność jest stała i wynosi
{\displaystyle \sigma ={\frac {j}{E}}.}
Odwrotnością tej wielkości jest rezystywność (opór właściwy).
Ciała takie spełniają prawo Ohma. Przewodnictwo właściwe materiału można wtedy wyznaczyć znając wymiary geometryczne i przewodnictwo elektryczne jednorodnego bloku danego materiału:
{\displaystyle \sigma ={\frac {lG}{S}}}
gdzie:
{\displaystyle G} – konduktancja (przewodność elektryczna),
{\displaystyle S} – pole przekroju poprzecznego elementu,
{\displaystyle l} – długość bloku.
Jednostką konduktywności w układzie SI jest simens na metr [1 S/m]
{\displaystyle [\sigma ]=\mathrm {{\frac {S}{m}}={\frac {1}{\Omega \cdot m}}} .}
Gdy gęstość prądu nie jest proporcjonalna do natężenia pola elektrycznego, przewodność elektryczną właściwą określa się jako:
{\displaystyle \sigma ={\frac {dj}{dE}}.}
Niekiedy nazywa się ją wtedy różniczkową przewodnością elektryczną. Zależność gęstości prądu od natężenia pola elektrycznego nazywa się charakterystyką prądowo-napięciową danego materiału.

### W zmiennym polu elektrycznym
W przemiennym polu elektrycznym prąd może być przesunięty w fazie względem przyłożonego pola elektrycznego. Zależność między gęstością prądu i natężeniem pola elektrycznego opisać można wtedy za pomocą równania zespolonego
{\displaystyle {\vec {j}}(\omega )=(\sigma _{dc}+\omega \epsilon _{0}\epsilon ''(\omega )+i\omega \epsilon _{0}\epsilon '(\omega )){\vec {E}}(\omega )}
gdzie:
i – jednostka urojona,
{\displaystyle \sigma _{dc}} – konduktancja stałoprądowa
{\displaystyle \omega } – częstość
{\displaystyle \epsilon ',} {\displaystyle \epsilon ''} – składowa rzeczywista i urojona względnej przenikalności elektrycznej ośrodka.
Równanie to zapisuje się niekiedy z użyciem pojęcia całkowitej konduktancji, będącej zespoloną funkcją częstości:
{\displaystyle {\vec {j}}(\omega )=\sigma _{tot}(\omega ){\vec {E}}(\omega )}
wtedy
{\displaystyle \sigma '_{tot}(\omega )=\sigma _{dc}+\omega \epsilon _{0}\epsilon ''(\omega )} opisuje przewodnictwo i straty dielektryczne, a
{\displaystyle \sigma ''_{tot}(\omega )=\omega \epsilon _{0}\epsilon '(\omega )} opisuje wywołaną przez polaryzację dielektryczną składową prądu przesuniętą w fazie w stosunku do przyłożonego pola elektrycznego.

### Przypadek ogólny
W materiałach anizotropowych kierunek przepływu prądu elektrycznego nie musi być zgodny z kierunkiem przyłożonego pola elektrycznego. Konduktywność jest wtedy tensorem, a zależność między gęstością prądu i natężeniem pola elektrycznego ma postać
{\displaystyle {\vec {j}}={\hat {\sigma }}{\vec {E}}.}

## Zależność konduktywności od koncentracji i ruchliwości nośników
Konduktywność nośników zależy od ich koncentracji i ruchliwości:
{\displaystyle \sigma =q\cdot \mu \cdot n}
gdzie:
{\displaystyle q} – ładunek nośników
{\displaystyle \mu } – ruchliwość nośników
{\displaystyle n} – koncentracja nośników.

## Wpływ temperatury na konduktywność

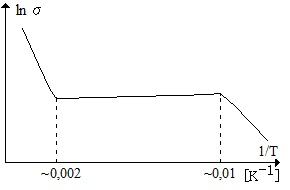
Zależność konduktywności półprzewodnika domieszkowanego od odwrotności temperatury

Przewodnictwo właściwe materiałów zależy od temperatury. Dla metali spada przy wzroście temperatury ze względu na spadek ruchliwości nośników.
W przypadku półprzewodnika samoistnego konduktywność rośnie eksponencjalnie przy wzroście temperatury. Dzieje się tak, gdyż rośnie koncentracja nośników. Ruchliwość spada podobnie jak w metalach, zmiany te są jednak niewielkie w porównaniu ze zmianami koncentracji i są przez nie maskowane.
Natomiast konduktywność półprzewodnika domieszkowanego w niskich temperaturach rośnie eksponencjalnie, gdyż tak zmienia się stopień jonizacji domieszek. W zakresie średnich temperatur domieszki są całkowicie zjonizowane, a koncentracja nośników samoistnych jest nieduża, mamy więc do czynienia z praktycznie stałą koncentracją. Ze wzrostem temperatury maleje ruchliwość i konduktywność również maleje, ale spadek ten wyraża się zależnością potęgową, znacznie słabszą od zależności wykładniczej dla materiału samoistnego. W wysokich temperaturach koncentracja nośników samoistnych zaczyna przeważać nad koncentracją nośników domieszkowych. Mamy do czynienia z wtórną samoistnością – koncentracje nośników ponownie rosną wykładniczo, co powoduje wykładniczy wzrost konduktywności.

## Przewodnictwo właściwe wybranych materiałów
| Substancja          | Przewodność właściwa                                   | Uwagi                                           |
| ------------------- | ------------------------------------------------------ | ----------------------------------------------- |
|                     | {\displaystyle {\frac {1}{\Omega \cdot \mathrm {m} }}} |                                                 |
| srebro              | 61,39·106                                              |                                                 |
| miedź               | 58,6 ·106                                              |                                                 |
| złoto               | 44,0 ·106                                              |                                                 |
| glin                | 36,59·106                                              |                                                 |
| wolfram             | 18,38·106                                              |                                                 |
| żelazo              | 10,02·106                                              |                                                 |
| cyna (czysta)       | 9,17·106                                               |                                                 |
| Sn 63% Pb 37%       | ok. 6,9 ·106                                           | stop lutowniczy (ołowiowy)                      |
| Sn 62% Pb 36% Ag 2% | ok. 6,8 ·106                                           | stop lutowniczy 2 (ołowiowy)                    |
| chrom               | 8,74·106                                               |                                                 |
| ołów                | 4,69·106                                               |                                                 |
| tytan               | 2,56·106                                               |                                                 |
| gadolin             | 0,74·106                                               |                                                 |
| german              | 2,17·106                                               |                                                 |
| tellur              | 2,00·10−1                                              |                                                 |
| krzem               | 2,52·10−4                                              |                                                 |
| woda pitna          | 1–5 ·10−2                                              | typowe wielkości dla wody wodociągowej          |
| woda deszczowa      | 1–3 ·10−3                                              | typowe wielkości na wsi                         |
| woda destylowana    | ok. 1,7 ·10−3                                          | typowa wielkość dla handlowej wody destylowanej |
| czysta woda         | 4,3 ·10−6                                              | po 28-krotnej destylacji w aparacie kwarcowym   |
| czysta woda         | 3,8 ·10−6                                              | wartość teoretyczna                             |